# Kanton Le Mayet-de-Montagne
Kanton Le Mayet-de-Montagne (fr. Canton du Mayet-de-Montagne) je francouzský kanton v departementu Allier v regionu Auvergne. Tvoří ho 11 obcí.

## Obce kantonu
- Arronnes
- La Chabanne
- Châtel-Montagne
- Ferrières-sur-Sichon
- La Guillermie
- Laprugne
- Lavoine
- Le Mayet-de-Montagne
- Nizerolles
- Saint-Clément
- Saint-Nicolas-des-Biefs